# Iku老師
Iku老師（1986年4月15日—），本名佐藤生（日语：／ Satō Iku），是日本YouTuber、漫畫家，出生於東京都，他的父親綽號是「龜仙人」。

## 經歷
佐藤生出生於東京都，大學就讀和光大學，大三時曾到台灣旅行，幾年後就申請到台灣留學就讀國立臺灣師範大學學中文及英文，畢業後決定留在台灣。
2012年與第一次去台灣就認識的台灣女友結婚。
2020年女兒出生。
2016年開設YouTube頻道教起日文文法、50音，最初是希望自己用心編輯的雜誌被更多人看見，為了讓更多人有興趣學日文、看日文而推出關於珍珠奶茶、日本方言比較的影片。
2018年，決定從出版社離職，正式成為專職的YouTuber，並被選為「台灣人氣最旺的外籍YouTuber」。除此之外，他是一位圖文作家，頻道上出現所有公仔全部自己親手繪製，也出過幾本書，主要都是日文教學。
2021年8月因照顧在日本罹患癌症的父親而返回日本居住。

## 外部連結
- YouTube上的Iku老師頻道
- Iku老師的Facebook專頁
- Iku老師的Instagram帳戶